# Temporada 1982 de la NFL
La Temporada 1982 de la NFL fue la 63.ª en la historia de la NFL. Una huelga de jugadores que duró 57 días redujo la temporada de una programación de 16 juegos por equipo a un calendario de juegos abreviado de nueve. Debido a la temporada corta, la NFL adoptó un torneo especial de 16 equipos para los playoffs; situaciones de división fueron ignoradas (aunque cada división, excepto la NFC Oeste envió al menos dos equipos a los playoffs, y la NFC central envió cuatro de cinco). Ocho equipos de cada conferencia fueron cabeza de series de 1 a 8 basado en sus registros de la temporada regular. Dos equipos se clasificaron para los playoffs a pesar de tener un registro perdedor. La temporada Finalizó con el Super Bowl XVII cuando los Washington Redskins vencieron a los Miami Dolphins.
Antes de la temporada, un veredicto se dictó en contra de la liga en el juicio interpuesto por los Oakland Raiders y el Los Angeles Memorial Coliseum en 1980. El jurado dictaminó que la NFL violó las leyes de defensa de la competencia cuando se negó a aprobar el cambio propuesto por el equipo de Oakland, California a Los Ángeles. Por lo tanto, la liga se vio obligada a dejar que se llamase oficialmente Los Angeles Raiders y jueguen en la segunda ciudad más grande de los Estados Unidos, volviendo al fútbol a Los Ángeles después de una ausencia de dos años (Los Angeles Rams dejaron el coliseo por el Anaheim Stadium en Condado de Orange en 1980).
Para el inicio de la temporada, los Minnesota Vikings se trasladaron del Metropolitan Stadium al Hubert H. Humphrey Metrodome.

## Temporada regular
V = Victorias, D = Derrotas, E = Empates, CTE = Cociente de victorias [V+(E/2)]/(V+D+E), PF= Puntos a favor, PC = Puntos en contra
| Clasificado para los playoffs |

| Los Angeles Raiders(1)  | 8 | 1 | 0 | .889 | 260 | 200 |
| Miami Dolphins(2)       | 7 | 2 | 0 | .778 | 198 | 131 |
| Cincinnati Bengals(3)   | 7 | 2 | 0 | .778 | 232 | 177 |
| Pittsburgh Steelers(4)  | 6 | 3 | 0 | .667 | 204 | 146 |
| San Diego Chargers(5)   | 6 | 3 | 0 | .667 | 288 | 221 |
| New York Jets(6)        | 6 | 3 | 0 | .667 | 245 | 166 |
| New England Patriots(7) | 5 | 4 | 0 | .556 | 143 | 157 |
| Cleveland Browns(8)     | 4 | 5 | 0 | .444 | 140 | 182 |
| Buffalo Bills           | 4 | 5 | 0 | .444 | 150 | 154 |
| Seattle Seahawks        | 4 | 5 | 0 | .444 | 127 | 147 |
| Kansas City Chiefs      | 3 | 6 | 0 | .333 | 176 | 184 |
| Denver Broncos          | 2 | 7 | 0 | .222 | 148 | 226 |
| Houston Oilers          | 1 | 8 | 0 | .111 | 136 | 245 |
| Baltimore Colts         | 0 | 8 | 1 | .056 | 113 | 236 |

| Washington Redskins(1)  | 8 | 1 | 0 | .889 | 190 | 128 |
| Dallas Cowboys(2)       | 6 | 3 | 0 | .667 | 226 | 145 |
| Green Bay Packers(3)    | 5 | 3 | 1 | .611 | 226 | 169 |
| Minnesota Vikings(4)    | 5 | 4 | 0 | .556 | 187 | 198 |
| Atlanta Falcons(5)      | 5 | 4 | 0 | .556 | 183 | 199 |
| St. Louis Cardinals(6)  | 5 | 4 | 0 | .556 | 135 | 170 |
| Tampa Bay Buccaneers(7) | 5 | 4 | 0 | .556 | 158 | 178 |
| Detroit Lions(8)        | 4 | 5 | 0 | .444 | 181 | 176 |
| New Orleans Saints      | 4 | 5 | 0 | .444 | 129 | 160 |
| New York Giants         | 4 | 5 | 0 | .444 | 164 | 160 |
| San Francisco 49ers     | 3 | 6 | 0 | .333 | 209 | 206 |
| Chicago Bears           | 3 | 6 | 0 | .333 | 141 | 174 |
| Philadelphia Eagles     | 3 | 6 | 0 | .333 | 191 | 195 |
| Los Angeles Rams        | 2 | 7 | 0 | .222 | 200 | 250 |

### Desempate
- AFC
  - Miami finalizó por delante de Cincinnati basado en un mejor registro de conferencia (6-1 contra 6-2 de los Bengals).
  - Pittsburgh finalizó por delante de San Diego basado en un mejor registro contra oponentes comunes (3-1 contra 2-1 de los Chargers)
  - San Diego finalizó por delante de N.Y. Jets basado en un mejor registro de conferencia (5-3 contra 2-3 de los Jets).
  - Cleveland finalizó por delante de Buffalo y Seattle basado en un mejor registro de conferencia (4-3 contra 3-3 de los Bills y 3-5 de los Seahawks).
  - Buffalo finalizó por delante de Seattle basado en un mejor registro de conferencia (3-3 contra 3-5 de los Seahawks).
- NFC
  - Minnesota (4-1), Atlanta (4-3), St. Louis (5-4), Tampa Bay (3-3) se clasificaron en ese orden basado en sus registros de conferencia.
  - Detroit finalizó por delante de New Orleans y de N.Y. Giants basado en un mejor registro de conferencia (4-4 contra 3-5 de los Saints 3-5 de los Giants).
  - San Francisco finalizó por delante de Chicago, y Philadelphia, basado en un mejor registro de conferencia (2-3 contra 2-5 de los Bears y 1-5 contra los Eagles).
  - Chicago finalizó por delante de Philadelphia basado en un mejor registro de conferencia (2-5 contra 1-5 de los Eagles).

## Postemporada
|                          | Primera Ronda                   | Primera Ronda                 | Primera Ronda | Primera Ronda |                         |             | Segunda Ronda | Segunda Ronda | Segunda Ronda                 | Segunda Ronda |                       |        | Finales de Conferencia | Finales de Conferencia | Finales de Conferencia |    |       | Super Bowl XVII | Super Bowl XVII | Super Bowl XVII | Super Bowl XVII |
|                          |                                 |                               |               |               |                         |             |               |               |                               |               |                       |        |                        |                        |                        |    |       |                 |                 |                 |                 |
|                          | 9 de Ene - Riverfront Stadium   |                               |               |               |                         |             |               |               |                               |               |                       |        |                        |                        |                        |    |       |                 |                 |                 |                 |
|                          |                                 |                               |               |               |                         |             |               |               |                               |               |                       |        |                        |                        |                        |    |       |                 |                 |                 |                 |
|                          | 6                               | N.Y. Jets                     | N.Y. Jets     | 44            |                         |             |               |               |                               |               |                       |        |                        |                        |                        |    |       |                 |                 |                 |                 |
|                          | 6                               | N.Y. Jets                     | N.Y. Jets     | 44            | 15 de Ene- L.A.Coliseum |             |               |               |                               |               |                       |        |                        |                        |                        |    |       |                 |                 |                 |                 |
|                          | 3                               | Cincinnati                    | Cincinnati    | 17            |                         |             |               |               |                               |               |                       |        |                        |                        |                        |    |       |                 |                 |                 |                 |
|                          | 3                               | Cincinnati                    | Cincinnati    | 17            | 6                       | N.Y. Jets   | N.Y. Jets     | 17            |                               |               |                       |        |                        |                        |                        |    |       |                 |                 |                 |                 |
|                          | 8 de Ene- L.A.Coliseum          |                               |               |               | 6                       | N.Y. Jets   | N.Y. Jets     | 17            |                               |               |                       |        |                        |                        |                        |    |       |                 |                 |                 |                 |
|                          |                                 | 1                             | L.A. Raiders  | L.A. Raiders  | 14                      |             |               |               |                               |               |                       |        |                        |                        |                        |    |       |                 |                 |                 |                 |
|                          | 8                               | 1                             | L.A. Raiders  | L.A. Raiders  | 14                      | Cleveland   | Cleveland     | 10            |                               |               |                       |        |                        |                        |                        |    |       |                 |                 |                 |                 |
|                          | 8                               |                               |               |               |                         | Cleveland   | Cleveland     | 10            | 23 de Ene - Miami Orange Bowl |               |                       |        |                        |                        |                        |    |       |                 |                 |                 |                 |
|                          | 1                               | L.A. Raiders                  | L.A. Raiders  | 27            |                         |             |               |               |                               |               |                       |        |                        |                        |                        |    |       |                 |                 |                 |                 |
|                          | 1                               | L.A. Raiders                  | L.A. Raiders  | 27            |                         |             |               |               |                               |               |                       | 6      | N.Y. Jets              | 0                      |                        |    |       |                 |                 |                 |                 |
|                          | 9 de Ene - Three Rivers Stadium |                               |               |               |                         |             |               |               |                               |               |                       | 6      | N.Y. Jets              | 0                      |                        |    |       |                 |                 |                 |                 |
|                          |                                 | 2                             | Miami         | 14            |                         |             |               |               |                               |               |                       |        |                        |                        |                        |    |       |                 |                 |                 |                 |
|                          | 5                               | 2                             | Miami         | 14            | San Diego               | San Diego   | 31            |               |                               |               |                       |        |                        |                        |                        |    |       |                 |                 |                 |                 |
|                          | 5                               | 16 de Ene - Miami Orange Bowl |               |               | San Diego               | San Diego   | 31            |               |                               |               |                       |        |                        |                        |                        |    |       |                 |                 |                 |                 |
|                          | 4                               | Pittsburgh                    | Pittsburgh    | 28            |                         |             |               |               |                               |               |                       |        |                        |                        |                        |    |       |                 |                 |                 |                 |
|                          | 4                               | Pittsburgh                    | Pittsburgh    | 28            |                         | 5           | San Diego     | San Diego     | 14                            |               |                       |        |                        |                        |                        |    |       |                 |                 |                 |                 |
|                          | 8 de Ene - Miami Orange Bowl    |                               |               |               |                         | 5           | San Diego     | San Diego     | 14                            |               |                       |        |                        |                        |                        |    |       |                 |                 |                 |                 |
|                          |                                 | 2                             | Miami         | Miami         | 34                      |             |               |               |                               |               |                       |        |                        |                        |                        |    |       |                 |                 |                 |                 |
|                          | 7                               | 2                             | Miami         | Miami         | 34                      | New England | New England   | 13            |                               |               |                       |        |                        |                        |                        |    |       |                 |                 |                 |                 |
|                          | 7                               |                               |               |               |                         | New England | New England   | 13            |                               |               | 30 de Ene - Rose Bowl |        |                        |                        |                        |    |       |                 |                 |                 |                 |
|                          | 2                               | Miami                         | Miami         | 28            |                         |             |               |               |                               |               |                       |        |                        |                        |                        |    |       |                 |                 |                 |                 |
|                          | 2                               | Miami                         | Miami         | 28            |                         |             |               |               |                               |               |                       |        |                        |                        |                        | A2 | Miami | Miami           | 17              |                 |                 |
| 8 de Ene - Lambeau Field |                                 |                               |               |               |                         |             |               |               |                               |               |                       |        |                        |                        |                        | A2 | Miami | Miami           | 17              |                 |                 |
|                          |                                 | N1                            | Washington    | Washington    | 27                      |             |               |               |                               |               |                       |        |                        |                        |                        |    |       |                 |                 |                 |                 |
|                          | 6                               | N1                            | Washington    | Washington    | 27                      | St. Louis   | St. Louis     | 16            |                               |               |                       |        |                        |                        |                        |    |       |                 |                 |                 |                 |
|                          | 6                               | 16 de Ene - Texas Stadium     |               |               |                         | St. Louis   | St. Louis     | 16            |                               |               |                       |        |                        |                        |                        |    |       |                 |                 |                 |                 |
|                          | 3                               | Green Bay                     | Green Bay     | 41            |                         |             |               |               |                               |               |                       |        |                        |                        |                        |    |       |                 |                 |                 |                 |
|                          | 3                               | Green Bay                     | Green Bay     | 41            |                         | 3           | Green Bay     | Green Bay     | 26                            |               |                       |        |                        |                        |                        |    |       |                 |                 |                 |                 |
|                          | 9 de Ene - Texas Stadium        |                               |               |               |                         | 3           | Green Bay     | Green Bay     | 26                            |               |                       |        |                        |                        |                        |    |       |                 |                 |                 |                 |
|                          |                                 | 2                             | Dallas        | Dallas        | 37                      |             |               |               |                               |               |                       |        |                        |                        |                        |    |       |                 |                 |                 |                 |
|                          | 7                               | 2                             | Dallas        | Dallas        | 37                      | Tampa Bay   | Tampa Bay     | 17            |                               |               |                       |        |                        |                        |                        |    |       |                 |                 |                 |                 |
|                          | 7                               |                               |               |               |                         | Tampa Bay   | Tampa Bay     | 17            | 22 de Ene - RFK Stadium       |               |                       |        |                        |                        |                        |    |       |                 |                 |                 |                 |
|                          | 2                               | Dallas                        | Dallas        | 30            |                         |             |               |               |                               |               |                       |        |                        |                        |                        |    |       |                 |                 |                 |                 |
|                          | 2                               | Dallas                        | Dallas        | 30            |                         |             |               |               |                               |               | 2                     | Dallas | 17                     |                        |                        |    |       |                 |                 |                 |                 |
|                          | 9 de Ene - H.H.H Metrodome      |                               |               |               |                         |             |               |               |                               |               | 2                     | Dallas | 17                     |                        |                        |    |       |                 |                 |                 |                 |
|                          |                                 | 1                             | Washington    | 31            |                         |             |               |               |                               |               |                       |        |                        |                        |                        |    |       |                 |                 |                 |                 |
|                          | 5                               | 1                             | Washington    | 31            | Atlanta                 | Atlanta     | 24            |               |                               |               |                       |        |                        |                        |                        |    |       |                 |                 |                 |                 |
|                          | 5                               | 15 de Ene - RFK Stadium       |               |               | Atlanta                 | Atlanta     | 24            |               |                               |               |                       |        |                        |                        |                        |    |       |                 |                 |                 |                 |
|                          | 4                               | Minnesota                     | Minnesota     | 30            |                         |             |               |               |                               |               |                       |        |                        |                        |                        |    |       |                 |                 |                 |                 |
|                          | 4                               | Minnesota                     | Minnesota     | 30            |                         | 4           | Minnesota     | Minnesota     | 7                             |               |                       |        |                        |                        |                        |    |       |                 |                 |                 |                 |
|                          | 8 de Ene - RFK Stadium          |                               |               |               |                         | 4           | Minnesota     | Minnesota     | 7                             |               |                       |        |                        |                        |                        |    |       |                 |                 |                 |                 |
|                          |                                 | 1                             | Washington    | Washington    | 21                      |             |               |               |                               |               |                       |        |                        |                        |                        |    |       |                 |                 |                 |                 |
|                          | 8                               | 1                             | Washington    | Washington    | 21                      | Detroit     | Detroit       | 7             |                               |               |                       |        |                        |                        |                        |    |       |                 |                 |                 |                 |
|                          | 8                               |                               |               |               |                         | Detroit     | Detroit       | 7             |                               |               |                       |        |                        |                        |                        |    |       |                 |                 |                 |                 |
|                          | 1                               | Washington                    | Washington    | 31            |                         |             |               |               |                               |               |                       |        |                        |                        |                        |    |       |                 |                 |                 |                 |

La letra negrita indica el equipo ganador.
Hasta esta temporada, ningún equipo llegó a la postemporada con un récord negativo. Tanto Cleveland Browns y Detroit Lions hicieron apariciones de postemporada con un registro de 4-5. Sería 28 años después que otro equipo con marca perdedora lograra acceder a la postemporada.

## Premios anuales
Al final de temporada se entregan diferentes premios reconociendo el valor del jugador durante la temporada entera.
| Premio                     | Ganador         | Posición      | Equipo              |
| -------------------------- | --------------- | ------------- | ------------------- |
| Jugador más valioso        | Mark Moseley    | Kicker        | Washington Redskins |
| Jugador ofensivo del año   | Dan Fouts       | Quarterback   | San Diego Chargers  |
| Jugador defensivo del año  | Lawrence Taylor | Linebacker    | New York Giants     |
| Entrenador del año         | Joe Gibbs       | Head Coach    | Washington Redskins |
| Novato ofensivo del año    | Marcus Allen    | Running back  | Los Angeles Raiders |
| Novato defensivo del año   | Chip Banks      | Linebacker    | Cleveland Browns    |
| Regreso del año            | Lyle Alzado     | Defensive end | Los Angeles Raiders |
| Hombre del Año             | Joe Theismann   | Quarterback   | Washington Redskins |
| Jugador más valioso del SB | John Riggins    | Running back  | Washington Redskins |